# André Pieyre de Mandiargues
André Pieyre de Mandiargues (París, 1909 - 1991) fou un escriptor surrealista francès. Obtingué el Premi Goncourt per la seva novel·la La Marge el 1967; novel·la que fou portada al cimena el 1976.

## Llista de les obres

### Poesia
- Dans les années sordides, 1943
- Hedera ou la persistance de l'amour pendant une rêverie, 1945
- Les Incongruités monumentales, 1948
- Astyanax, 1957
- Cartolines et dédicaces, 1960
- L'Âge de craie, 1961
- La Nuit l'amour, 1961
- Astyanax, 1964
- Le Point où j'en suis, 1964
- Larmes de Généraux, 1965
- Jacinthes, 1967
- Ruisseau des solitudes, 1968
- Le Lièvre de la lune, 1970.
- Chapeaugaga ovvero Academic Micmac, 1970
- Croiseur noir, 1972
- L'Ivre Œil, 1979
- Sept Jardins fantastiques, 1983
- Cuevas blues, 1986
- Carrare, 1987
- Passage de l'Égyptienne, 1987
- Écriture ineffable, 1988
- Les Portes de craie, 1989
- Les Variations citadines, 1992
- Gris de perle, 1993
- L'Âge de craie, 2009
- Écriture ineffable, 2009

### Narrativa curta
- Le Musée noir, 1946
- Soleil des loups, 1951
- Feu de braise, 1959
- La Marée, 1962
- Sabine, 1963
- Porte dévergondée, 1965
- Le Marronnier, 1968
- La Nuit de mil neuf cent quatorze, 1971
- Mascarets, 1971
- Sous la lame, 1976
- Le Deuil des roses, 1983
- Récits érotiques et fantastiques, 2009

### Novel·la
- Marbre, 1953
- L'Anglais décrit dans le château fermé (amb el pseudònim Pierre Morion), 1953
- Le Lis de mer, 1956
- La Motocyclette, 1963
- La Marge (premi Goncourt), 1967
- Tout disparaîtra, 1987
- Monsieur Mouton, 1995

### Teatre
- Isabella Morra, 1973
- La Nuit séculaire, 1979
- Arsène et Cléopâtre, 1981

### Assaig
- Les Masques de Léonor Fini, fotografies d'André Ostier, 1951
- Les Monstres de Bomarzo, fotografies de Glasberg, 1957
- Le Cadran lunaire, 1958
- Le Belvédère, 1958
- Sugaï, 1960
- Deuxième Belvédère, 1962
- Les Corps illuminés, fotografies de Frédéric Barzilay, 1965
- Beylamour, 1965
- Critiquettes, 1967
- Troisième Belvédère, 1971
- Bona l'amour et la peinture, 1971
- Arcimboldo le merveilleux, 1977
- Le Trésor cruel de Hans Bellmer, 1979
- Aimer Michaux, 1983
- Quatrième Belvédère, 1995
- Ultime Belvédère, 2002